# 광양 성황리 삼층석탑
광양 성황리 삼층석탑(光陽 城隍里 三層石塔)은 대한민국 전라남도 광양시 성황동에 있는 고려시대의 삼층석탑이다. 1972년 1월 29일 전라남도의 유형문화재 제5호로 지정되었다.

## 개요
이 석탑은 2층 기단(基壇)을 쌓아 그 위로 3층의 탑신(塔身)을 올린 후 머리장식을 얹은 모습이다.
아래 ·위층 기단의 네 모서리와 각 면의 가운데에는 기둥모양의 조각을 두었다. 탑신부는 몸돌과 지붕돌을 각각 하나씩의 돌로 쌓아 올렸으며, 각 층 몸돌에는 모서리마다 기둥을 가지런히 새겼다. 지붕돌은 밑면의 받침이 3단씩이고, 윗면에는 급한 경사가 흐른다. 3층 지붕돌 위로는 노반(露盤:머리장식받침), 복발(覆鉢:엎어놓은 그릇모양의 장식), 보주(寶珠:꽃봉오리모양의 장식)가 차례로 얹혀져 머리장식을 하고 있다.
고려 후기에 만든 것으로 짐작된다.

## 같이 보기
- 삼층석탑

## 참고 자료
- 광양성황리삼층석탑 - 국가유산청 국가유산포털